# Triphaenopsis literata
Triphaenopsis literata là một loài bướm đêm trong họ Noctuidae.